# BC Place Stadium
BC Place je první kupolovitý stadion v Kanadě a největší vzduchem podporovaný stadion s touto technologií výstavby na světě. Leží na severní straně zálivu False Creek ve Vancouveru. Je domovem týmu kanadského fotbalu BC Lions, místem konání největších obchodních a spotřebitelských výstav a koncertů v regionu. Stadion vlastní a spravuje PavCo (BC Pavilion Corporation), královská společnost ve vlastnictví vlády provincie Britská Kolumbie. Během XXI. zimních olympijských her v roce 2010 se v prostorách BC Place uskutečnil zahajovací a závěrečný ceremoniál.